# カーニアン多雨事象
カーニアン多雨事象（カーニアンたうじしょう）またはカーニアン湿潤化イベント（カーニアンしつじゅんかイベント）は、後期三畳紀のカーニアン期に約200万年間継続していた湿潤化現象である。後期三畳紀の前期、約2億3400万年前から約2億3200万年前まで継続した。三畳紀にはパンゲア大陸が広がっており内陸部は乾燥していたが、カーニアン多雨事象の時期には気候の湿潤化により砂漠から湿地への環境変化も見られた。カーニアン多雨事象は複数の生物群の絶滅や多様化と時期が一致しており、その関連が考えられている。

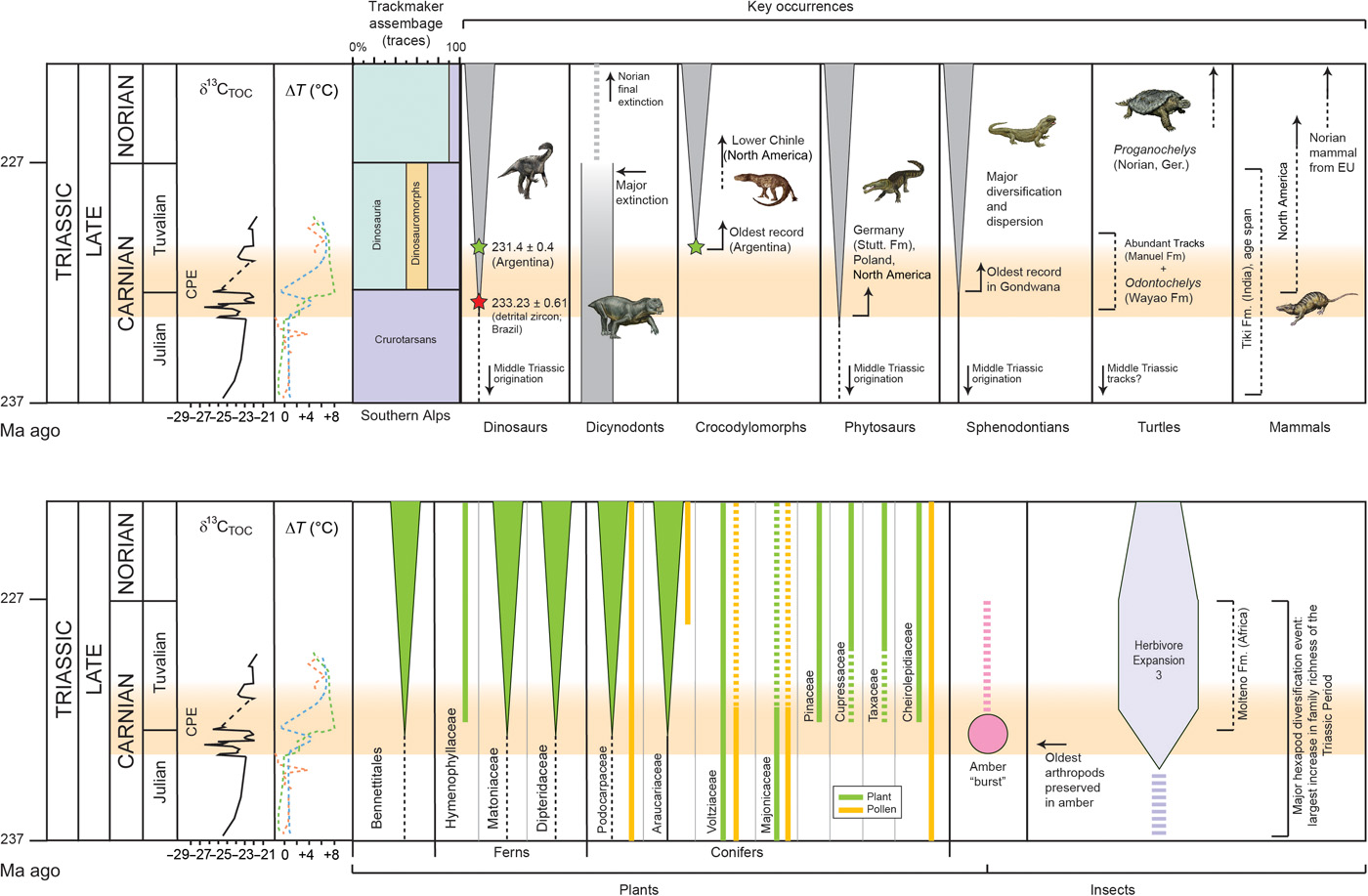
カーニアン期の生物の変遷

## 原因
原因としてパンサラッサ海での大規模火成活動が考えられている。カーニアン階にあたる日本の岐阜県坂祝町の木曽川の河床から得られたチャートからはオスミウム同位体比の負シフトが確認されている。低いオスミウム同位体比は地下深部のマントル物質に特有であるため、このことから大規模な火成活動によりマントル由来物質が前期カーニアン期に地表へ供給されたことが示唆されている。また、コノドント化石と有機炭素同位体比層序からもこの火成活動の活発な時期とカーニアン多雨事象の時期が一致することが示唆されている。
当時の火成活動で形成された火山岩には北アメリカ大陸北西部のランゲリア洪水玄武岩や、日本の三宝帯やロシア極東のタウハ帯がある。当時は全大陸が1か所に集中していたため海洋も超大洋パンサラッサが形成されており、これらの玄武岩はかつて巨大火成岩岩石区を形成していたが、後のプレートの運動で各地に分散したと考えられている。

## 影響
カーニアン多雨事象の基底では、陸上植物の分子化石や全有機炭素の炭素の安定同位体比 （δ13C）が約4‰である。また、コノドントの燐灰石からは約1.5‰の酸素の安定同位体比（δ18O）が得られており、温暖化が示唆されている。
火成活動に伴い、その最盛期には海洋無酸素事変も発生していた。また、大気中に放出された火山性ガスは降水に溶け込んで酸性雨として降り注ぎ、海洋表層の酸性化にも働いた。イタリア南部の深海では、炭酸塩補償深度（CCD）の上昇によって炭酸塩の沈降が停止したと考えられている。こういった火成活動由来の環境変化が大量絶滅をもたらしたと考えられており、炭酸カルシウムの生成に関与する生物はカーニアン多雨事象の間に大規模な変動を受けた。絶滅率が上昇した生物にはアンモノイド亜綱・コノドント・外肛動物・ウミユリ綱がいた。
カーニアン期の陸上では、球果植物と鱗竜類や恐竜の爆発的多様化や哺乳類の出現があった。これらの生物は大量絶滅からの生態系回復に乗じて勢力を増したと考えられる。また、カーニアン期には浮遊性石灰質プランクトンと現代型造礁サンゴも出現した。